# Georg Holm
Nils Georg Holm, organist, psalmförfattare och översättare. Möjligen identisk med signaturen N.G.H.

## Psalmer
- All ära till Gud översatt Fanny Crosbys engelska text
- Led mig, Herre Gud allsmäktig nr 86 i Metodistkyrkans psalmbok 1896 översättning från  William Williams engelska originaltext. Finns på Wikisource.